# ۸۰۰ (خورشیدی)
۸۰۰ هشتصدمین سال هجری خورشیدی است.